# Пихта македонская
Пи́хта македо́нская (лат. Abies borisii-regis) — эндемичное вечнозелёное однодомное дерево; вид рода Пихта семейства Сосновые (Pinaceae). Естественная среда обитания — горные районы Балканского полуострова в Болгарии, северной Греции, Македонии, Сербии и Албании.
Вид очень иземенчив, занимая промежуточное положение между пихтой кефалинийской (Abies cephalonica) и пихтой белой (Abies alba), некоторыми учёными он определялся в качестве гибрида этих пихт.

## Исторические сведения и название
Пихта была названа в честь болгарского царя Бориса III (лат. borisii regis), в годы правления которого немецкий ботаник Йоханес Маттфельд в 1925 году в Родопских горах Болгарии обнаружил и описал этот вид.
В англоязычной литературе пихта македонская, помимо латинского научного названия, имеет следующие общеупотребительные имена: «King Boris Fir», «Balkan Fir», «Bulgarian Fir», «Macedonian Fir».
До сих пор учёные спорят по поводу таксономической идентичности вида: так, в 1991 году известный хорватский ботаник Мирко Видакович (англ. Mirko Vidaković) в своей работе «Conifers: morphology and variation» написал, что таксон носит гибридный характер и является переходной формой между пихтой кефалинийской (Abies cephalonica) и пихтой белой (Abies alba).
В издании 2009 года «Conifers of the World: The Complete Reference» этот вид обозначен как гибрид: Abies x borisii-regis.

## Ботаническое описание
Пихта македонская — мощное (диаметр ствола до 1,5—2 метров), высокое дерево (до 40 метров, отдельные экземпляры до 60 метров).

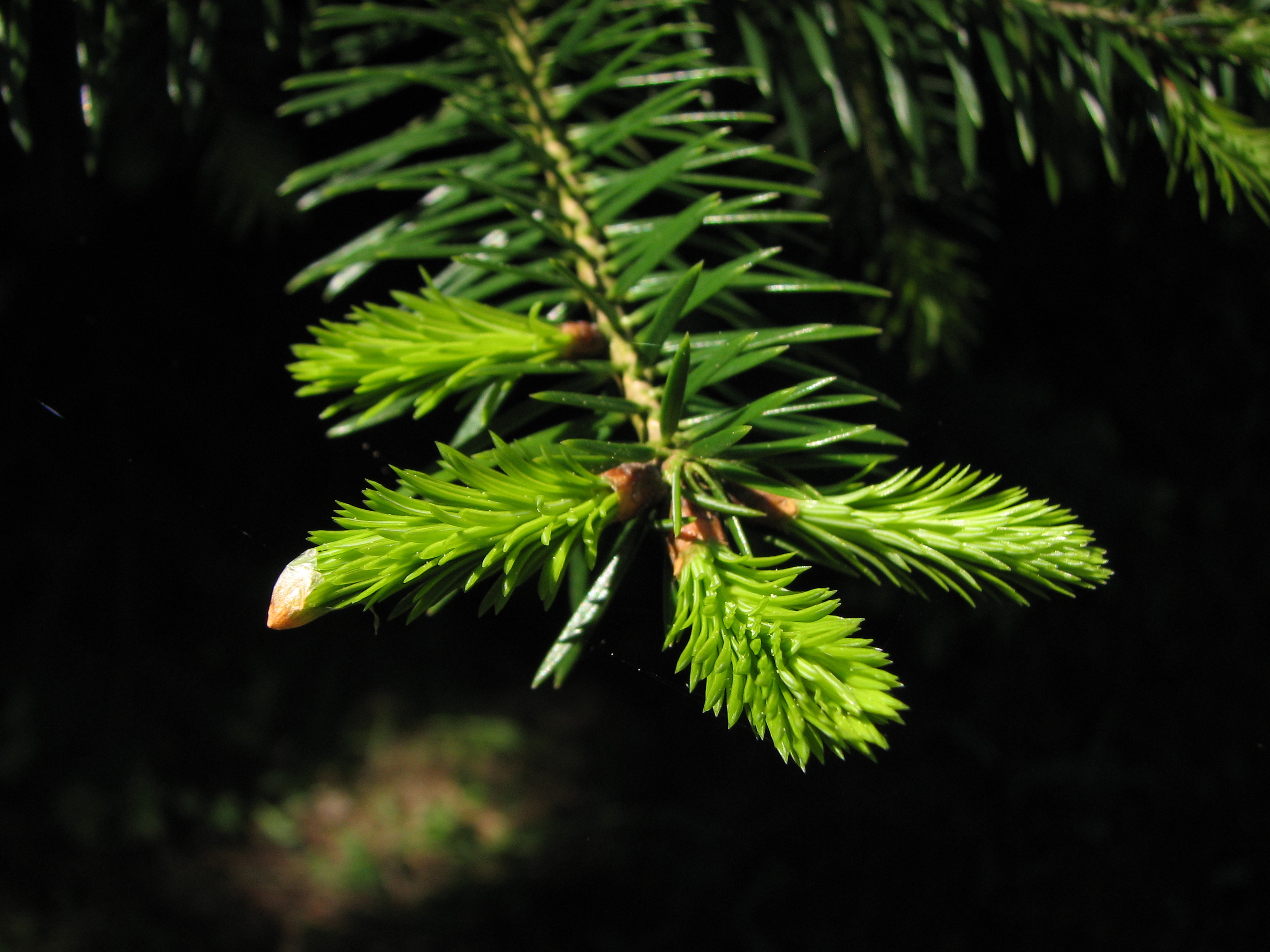
Хвоя пихты македонской

Кора тёмно-серая, почти чёрная, у молодых деревьев — гладкая. 

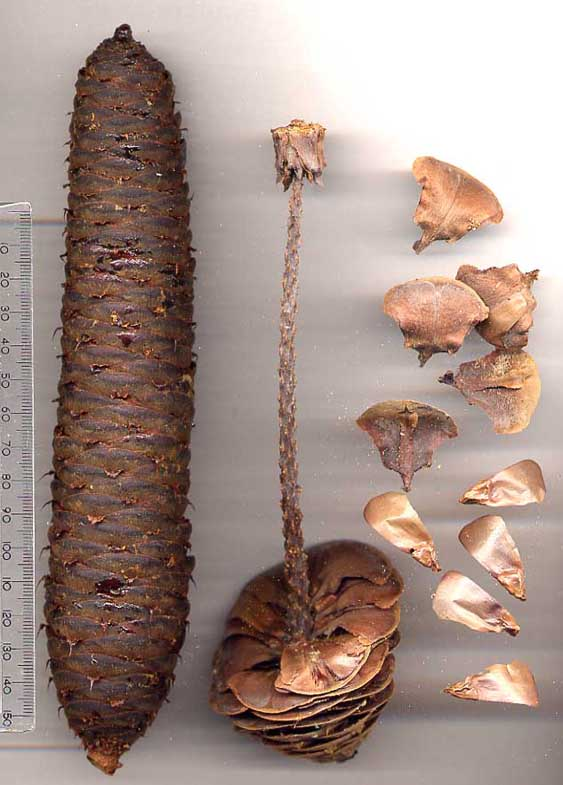
Шишки пихты македонской

Побеги — коричневые, c интенсивным тёмно-коричневым или черноватым опушением (длина 0,5—1 мм). Почки овальные, коричневые, чуть покрытые жёлтой смолой.
Иглы короткие (длина составляет 2,8—3 см, ширина 1,7 мм), плоские, тёмно-зелёные, глянцевые, с округлённой или острой верхушкой, с небольшим количеством устьиц вблизи кончика или совсем без них на верхней и с двумя узкими светлыми рядами устьиц на нижней части; вдоль побега расположены очень плотно, направлены вперёд и немного вверх.
Женские шишки конические, вытянутые, довольно крупные: 12—15 см в длину (отдельные экземпляры до 21 см) и 4 см в ширину; бледного, зеленовато-фиолетового цвета (до наступления зрелости). Прицветники на 5—10 мм выступают за пределы длины кроющих чешуек (длина около 3,5 мм).
Семена длиной 12 мм, с крыльями около 20 мм. Число хромосом 2n = 24.

## Распространение

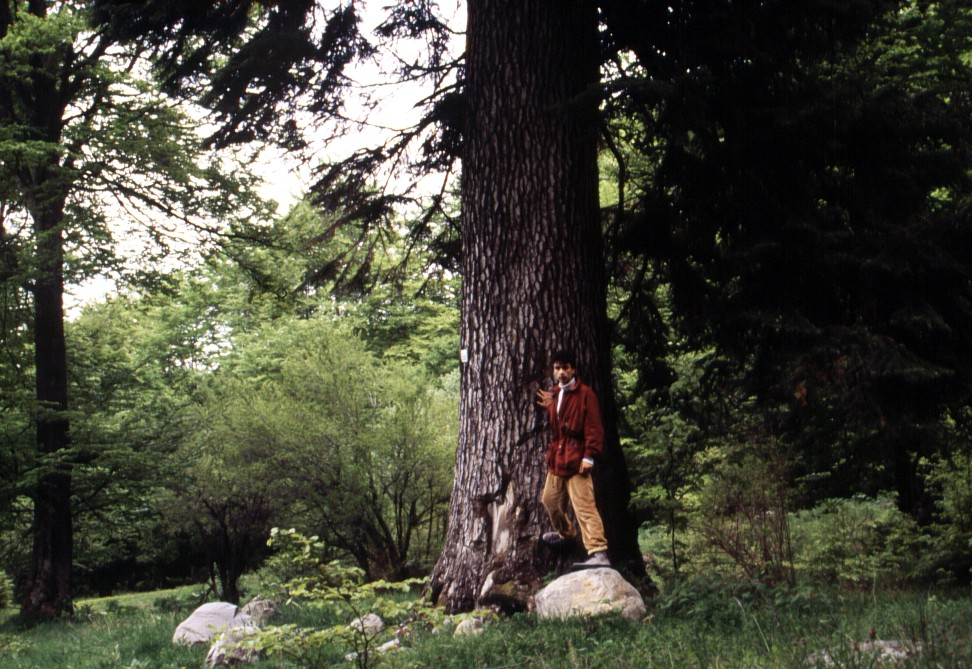
Взрослое дерево (горный массив Пирин, Болгария)

Пихта македонская — эндемик юго-восточной Европы — занимает очень ограниченные территории преимущественно в горных районах Болгарии (высоты от 700 до 1700 м) и северной Греции (высота около 1800 м). Встречается также на территории бывшей Югославии (Македония и Сербия) и Албании. Наиболее типичной местностью для дерева является территория в Родопских горах, в 50 км к югу от Пловдива (Болгария).
Дерево занесено в опубликованный в 1998 году Красный список угрожаемых видов, категория LC (низкий риск).

## Экология
Пихта предпочитает расти на горных известняковых или серпентинитовых почвах на высоте 500—2000 метров. Периодически образует на высотах 1000—1600 метров небольшие чистые и смешанные леса, соседствуя с сосной чёрной (Pinus nigra) и буком лесным (Fagus sylvatica).
Старейшая пихта македонская из зарегистрированных была найдена в 1996 году в Греции: её возраст составил примерно 170 лет. Однако из-за редкости данного вида, а также ограниченности наблюдений, считается что в природе могут встречаться и более старые деревья.

## Значение и применение
Ввиду ограниченной распространённости, а также, отчасти, из-за произрастания на охраняемых территориях,   вид не имеет сколь-нибудь существенного экономического значения. Представляет интерес с ботанической (научной) точки зрения.

## Замечания
1. ↑  Период правления: 3 октября 1918 — 28 августа 1943 года.
2. ↑  Последний из опубликованных списков по состоянию на 01.12.2009.